# Lleterola llenegosa
Les lleteroles llenegoses són lleteroles de barret viscós, llis, mai pelut, de llet blanca immutable però que pot esdevenir de color gris verdós en assecar-se, mai morada, groga o rosa. En els exemplars adults, les làmines es taquen d’un color bru verdós. Algunes lleteroles llenegoses són extremadament picants (Lactarius pyrogalus, L. circellatus). Altres lleteroles que es caracteritzen per detalls més vistosos (canvis de color de la llet, barrets peluts, etc.) poden també tenir el barret llenegós (L. uvidus, L. acris).
Pertanyen al gènere Lactarius i majoritàriament a la secció Glutinosi.

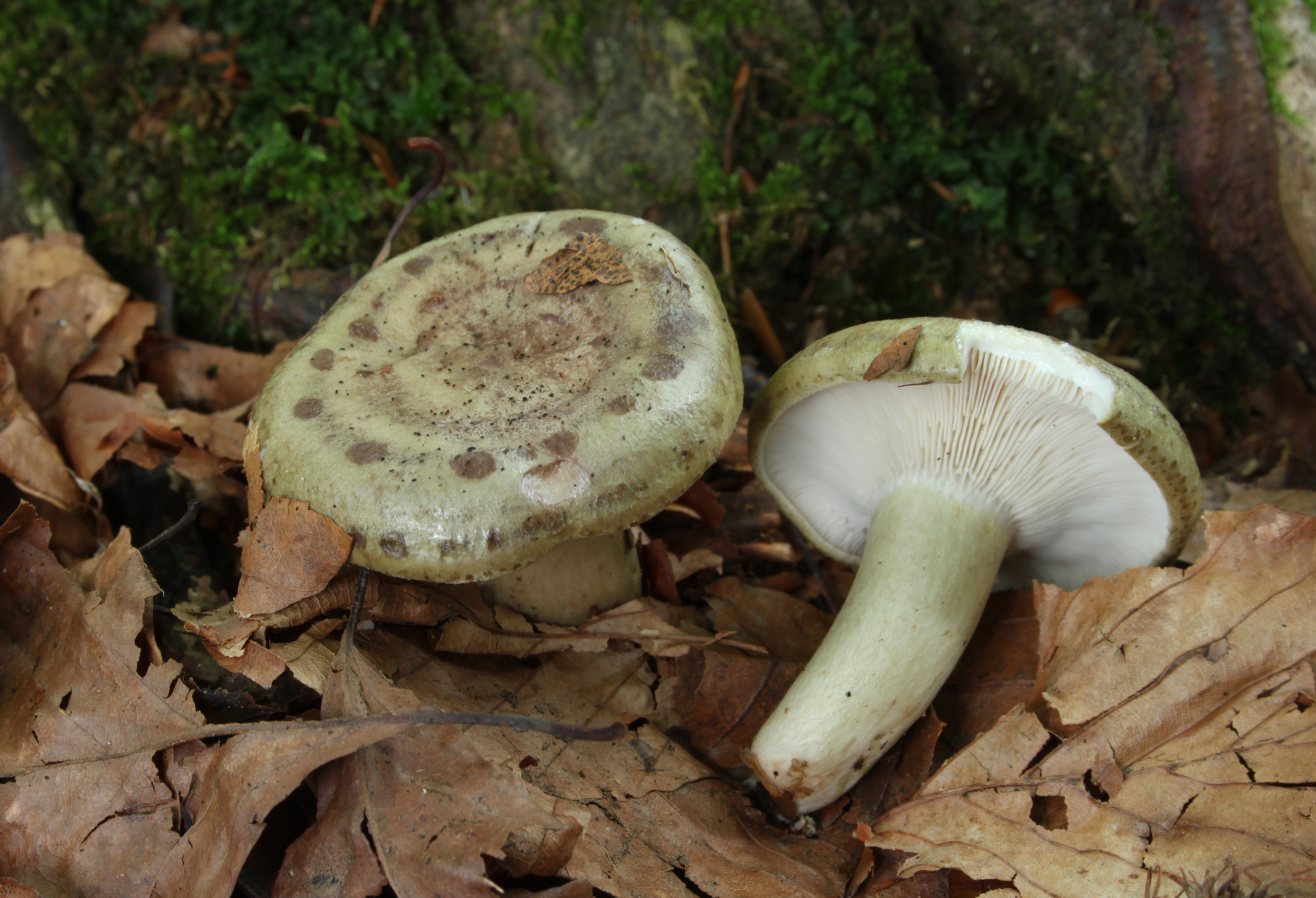
Lleterola llenegosa de faig (Lactarius blennius)

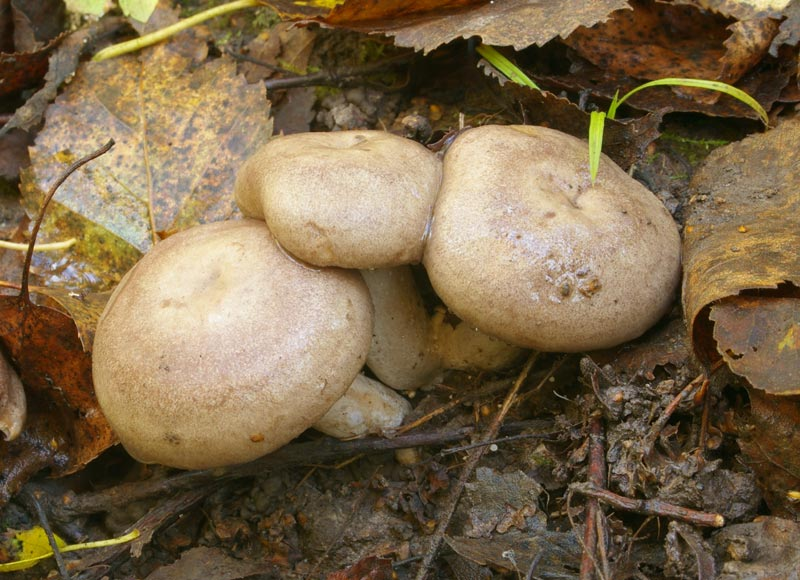
Lleterola llenegosa d'avellaner (Lactarius pyrogalus)

### Espècies de lleteroles llenegoses
- Lactarius albocarneus, lleterola llenegosa rossa d’avet
- Lactarius blennius, lleterola llenegosa de faig
- Lactarius circellatus, lleterola llenegosa de bedoll
- Lactarius fluens, lleterola llenegosa de vora blanca
- Lactarius hysginus, lleterola llenegosa brunenca de pi
- Lactarius nanus, lleterola llenegosa de salenca
- Lactarius necator, lleterola llenegosa olivàcia
- Lactarius pallidus, lleterola llenegosa rossa de faig
- Lactarius pyrogalus, lleterola llenegosa d’avellaner
- Lactarius trivialis, lleterola llenegosa brunenca d’avet
- Lactarius vietus, lleterola llenegosa de bedoll